# Ambassade van Suriname in Guyana
De ambassade van Suriname in Guyana staat in de wijk Queenstown in Georgetown.
De ambassade werd tussen april en november 1979 opgericht. Er was toen nog geen ambassadegebouw; een voorlopige vestiging werd gecreëerd in het Pegasus hotel in Georgetown. De heer Pocornie was voorlopig aangesteld als ambassadeur met een secretaresse die door de ambassade in Brasilia was vrijgemaakt. Ondertussen werd mevrouw Ridder-Rustwijk opgeleid die de leiding op de ambassade uiteindelijk zou overnemen.
Voor de Surinaamse onafhankelijkheid op 25 november 1975 had Nederland geen ambassade in Guyana. De contacten verliepen in die tijd via de ambassade in Haïti.
Een kwestie die vanaf de Surinaamse onafhankelijkheid decennia lang onopgelost is gebleven, is de grensbepaling in het Tigri-gebied.
Tijdens dagenlange heftige ongeregeldheden na de dood van het elfjarige kind Adrianna Young sloot de ambassade eind april 2025 tijdelijk haar deuren.

## Ambassadeurs
De volgende lijst is niet compleet:
| Ambassadeur        | start         | vertrek       | opmerking                                     |
| ------------------ | ------------- | ------------- | --------------------------------------------- |
| Otmar Pocornie     | jaren 1980    |               |                                               |
| Henk Illes         | 1991          |               |                                               |
| Humphrey Hasrat    | rond 1998     | rond 2000     |                                               |
| Manorma Soeknandan | 2001          | januari 2013  | sinds januari 2002 tevens ambassadeur Caricom |
| Nisha Kurban-Baboe | februari 2013 | november 2018 |                                               |
| Ebu Jones          | 16 mei 2019   | 2020          | Sinds juni 2020 tevens DNA-lid                |
| Liselle Blankendal | 2022          |               |                                               |